# Fashkhām
Fashkhām (persiska: فشخام) är en ort i Iran.   Den ligger i provinsen Gilan, i den nordvästra delen av landet, 260 km nordväst om huvudstaden Teheran. Fashkhām ligger 1 meter över havet och antalet invånare är 421.
Terrängen runt Fashkhām är platt. Runt Fashkhām är det ganska tätbefolkat, med 120 invånare per kvadratkilometer. Närmaste större samhälle är Fūman, 7,0 km söder om Fashkhām. Trakten runt Fashkhām består till största delen av jordbruksmark.